# MBS企画
株式会社MBS企画（エムビーエスきかく、英: MBS Planning Corporation、略: えむき）は、大阪府大阪市に本社を置く放送持株会社、MBSメディアホールディングス（MBSHD）の連結子会社の一つで、毎日放送（MBS）などのテレビ・ラジオ番組の企画・制作やイベント・出版物の企画・刊行、住宅展示場の運営・管理などを行っている企業。

## 概要
1968年7月31日、MBS（旧法人。現在：MBSHD）の全額出資により「株式会社ミリカ音楽出版」として設立。MBSのラジオ番組「MBSヤングタウン」で生まれたヒット曲の権利ビジネスを展開することを目的とした。
1989年7月10日に「株式会社エムビーエス企画」に商号を変更し、音楽出版社からテレビ・ラジオ・イベントの企画・制作を手がける総合制作プロダクションに移行した。2001年7月、音楽出版事業を「株式会社ミリカ・ミュージック」に分社したのち、2002年11月29日、現行の「株式会社MBS企画」（社名登記をカタカナから英字に変更）に商号を変更した。
過去にはMBSテレビの番組「アップダウンクイズ」の司会者であった元MBSアナウンサーの小池清も顧問を務めていた。
関連会社には制作プロダクションの「MEW」がある。
親会社の新CI導入後も、「MBS」の旧ロゴを継続使用していたが、2013年に親会社のロゴを当社でも使用することになった。それと同時に、「えむき」（「MBS企画」→「M企（エムき）」）の略称が制定され、テレビ番組のクレジット表記も「MBS企画」から「えむき」に変更された。
同年10月1日にMBSグループの「株式会社ラジオ・テレヴィ・センター」を事業を継承して合併し保険代理店事業を開始する。

## 事業所
本社
- 大阪府大阪市北区茶屋町17-1 毎日放送本社ビルＭ館10階

※2014年1月27日に同区豊崎3丁目1番22号 淀川6番館から移転。

東京支社
- 東京都港区赤坂6-6-20 赤坂DTビル3F

## 取引先

### 放送局
- 株式会社毎日放送
- 株式会社MBSラジオ
- RKB毎日放送株式会社
- 朝日放送テレビ株式会社
- 朝日放送ラジオ株式会社
- 株式会社エフエム大阪
- 株式会社FM802（FM COCOLOも運営）
- 株式会社ラジオ大阪
- 株式会社GAORA
- 関西テレビ放送株式会社
- 株式会社京都放送
- 株式会社山陰放送
- 株式会社サンテレビジョン
- RSK山陽放送株式会社
- 株式会社CBCテレビ
- 株式会社CBCラジオ
- 株式会社中国放送
- 株式会社TBSテレビ
- 株式会社TBSラジオ
- 株式会社チューリップテレビ
- テレビ大阪株式会社
- 株式会社テレビ高知
- 東北放送株式会社
- 日本放送協会
- 株式会社BS-TBS
- 株式会社BS日本
- 株式会社BSフジ
- 株式会社フジテレビジョン
- 北陸放送株式会社
- 北海道放送株式会社
- 株式会社南日本放送
- 讀賣テレビ放送株式会社
- 株式会社ラジオ関西
- 琉球放送株式会社

### 広告代理店
- 株式会社アサツーディ・ケイ
- 株式会社アド近鉄
- 株式会社NTTアド
- 株式会社サイバー・コミュニケーションズ
- 株式会社産経広告社
- 株式会社ジェイアール西日本コミュニケーションズ
- 株式会社大広
- 株式会社電通
- 株式会社東急エージェンシー
- 株式会社博報堂
- 株式会社毎日広告社
- 株式会社読売広告社

### 新聞・出版
- 株式会社朝日新聞社
- 株式会社KADOKAWA
- 株式会社講談社
- 株式会社産業経済新聞社
- 株式会社サンケイリビング新聞社
- 株式会社スポーツニッポン新聞社
- 聖教新聞社
- 株式会社宣伝会議
- 株式会社中日新聞社
- 株式会社西日本新聞社
- 株式会社日本経済新聞社
- 株式会社北海道新聞社
- 株式会社毎日新聞社
- 株式会社読売新聞大阪本社
- 株式会社読売新聞東京本社

他、全国の民間放送・新聞各社

### 芸能事務所
- 株式会社アップフロントエージェンシー
- 株式会社アミューズ
- 株式会社太田プロダクション
- 株式会社オスカープロモーション
- 株式会社サンミュージックプロダクション
- 四季株式会社
- 株式会社ジャニーズ事務所
- 松竹芸能株式会社
- 株式会社昭和プロダクション
- 株式会社バーニングプロダクション
- 株式会社米朝事務所
- 株式会社ホリプロ
- 吉本興業株式会社
- 株式会社ワタナベエンターテインメント

他、各企業・団体・自治体と取引関係にある。

## 制作番組

### テレビ
※別記のないものはすべてMBS制作。
- ドラマ30（MBS制作版、一部作品を除く）
- ちちんぷいぷい
- せやねん!
- 情熱大陸
- 痛快!明石家電視台
- サワコの朝（TBSとの共同制作）
- よゐこ部
- ジャイケルマクソン
- ロケみつ〜ロケ×ロケ×ロケ〜
- 女性ホルモン分泌バラエティー 全力☆が〜る
- MUSIC EDGE
- ごぶごぶ
- 住人十色
- スパモク!!（MBSが制作に関与する場合）
- 夢の扉+（TBS制作）
- 美の京都遺産
- KinKi Kidsのブンブブーン（フジテレビ制作）
- 林先生が驚く初耳学!
- 世界の日本人妻は見た!
- 所さんのニッポンの出番!（TBS制作）
- サタデープラス
- おとな会
- 所さんお届けモノです!
- 大阪人の新常識 OSAKA LOVER（テレビ大阪制作）
- 霜降りミキXIT（TBS制作）
- ものまね芸人がガチで選んだ今本当にスゴい!ものまねランキング（テレビ東京制作） ほか。

※MBSだけでなく他のJNN系列局の番組制作も関わることがある。代表例として山陽放送が制作し、2007年3月に岡山・香川ローカルで放送された『密着みのもんた!朝ズバッの裏ズバッ!』では制作協力していた。また在阪他局の朝日放送、関西テレビにおいてもスタッフ参加している番組も多い。

### ラジオ
- 歌のない歌謡曲
- 唐さん・一枝の艶歌でOH!きに
- 大人のわがまま
- 宍戸一夫の情熱喫茶
- 小泉ニロの『みんなの北海道』
- U.K.WEEKEND MUSIC PARTY『チア・ミュージック』
- 馬場章夫の新・大阪大発見
- 朝いちばん!豊島美雪です
- 子守康範 朝からてんコモリ!
- 聞くジャニ∞
- ほっとココロ765（FM COCOLO）ほか

## 住宅展示場
- MBSハウジング（和歌山県和歌山市、奈良県香芝市、同県奈良市、同県生駒郡斑鳩町、同県磯城郡田原本町）

## その他
- らいよんチャングッズの企画・販売
  - らいよんチャンはMBSのマスコットキャラクター。